# Ursel Brunner
Ursel Brunner (Heidelberg, 30 de enero de 1941-Heidelberg, 18 de septiembre de 2024) fue una nadadora alemana especializada en pruebas de estilo libre, donde consiguió ser medallista de bronce olímpica en 1960 en los 4 x 100 metros estilos.

## Carrera deportiva
En los Juegos Olímpicos de Roma 1960 ganó la medalla de bronce en los relevos de 4 x 100 metros estilos, con un tiempo 4:47.6 segundos, tras Estados Unidos (oro) y Australia (plata); sus compañeras de equipo fueron las nadadoras: Ingrid Schmidt, Ursula Küper y Bärbel Fuhrmann.